# Liste der Baudenkmale in Eisenhüttenstadt
Die Liste der Baudenkmale in Eisenhüttenstadt enthält alle Baudenkmale der brandenburgischen Gemeinde Eisenhüttenstadt und ihrer Ortsteile. Grundlage ist die Landesdenkmalliste vom 31. Dezember 2022. Die Bodendenkmale sind in der Liste der Bodendenkmale in Eisenhüttenstadt aufgeführt.

## Legende
In den Spalten befinden sich folgende Informationen:
- ID-Nr.: Die Nummer wird vom Brandenburgischen Landesamt für Denkmalpflege vergeben. Ein Link hinter der Nummer führt zum Eintrag über das Denkmal in der Denkmaldatenbank. In dieser Spalte kann sich zusätzlich das Wort Wikidata befinden, der entsprechende Link führt zu Angaben zu diesem Denkmal bei Wikidata.
- Lage: die Adresse des Denkmales und die geographischen Koordinaten. Link zu einem Kartenansichtstool, um Koordinaten zu setzen. In der Kartenansicht sind Denkmale ohne Koordinaten mit einem roten beziehungsweise orangen Marker dargestellt und können in der Karte gesetzt werden. Denkmale ohne Bild sind mit einem blauen bzw. roten Marker gekennzeichnet, Denkmale mit Bild mit einem grünen beziehungsweise orangen Marker.
- Bezeichnung: Bezeichnung in den offiziellen Listen des Brandenburgischen Landesamtes für Denkmalpflege. Ein Link hinter der Bezeichnung führt zum Wikipedia-Artikel über das Denkmal.
- Beschreibung: die Beschreibung des Denkmales
- Bild: ein Bild des Denkmales und gegebenenfalls einen Link zu weiteren Fotos des Baudenkmals im Medienarchiv Wikimedia Commons

## Allgemein
| ID-Nr.   | Lage                                        | Bezeichnung                                              | Beschreibung | Bild                                                     |
| -------- | ------------------------------------------- | -------------------------------------------------------- | ------------ | -------------------------------------------------------- |
| 09115429 | Eisenhüttenstadt, Fürstenberg (Oder) (Lage) | Satzung zum Schutz des Denkmalbereiches Fürstenberg/Oder |              | Satzung zum Schutz des Denkmalbereiches Fürstenberg/Oder |

## Denkmale

### Eisenhüttenstadt
| ID-Nr.                           | Lage | Bezeichnung | Beschreibung | Bild |
| -------------------------------- | --- | --- | --- | --- |
| 09115514                         | (Lage) | Scheibengasbehälter (Gasometer) des EKO-Stahlwerks | Der Gasometer befindet sich etwa 100 Meter westlich vom Hochofen Nummer 1 des Stahlwerkes. | Scheibengasbehälter (Gasometer) des EKO-Stahlwerks |
| 09115515                         | (Lage) | Toranlagen des EKO-Stahlwerks, bestehend aus: Werkseingang „Schönfließer Wache“ an der B 112, sowie Freiflächengestaltung am „Dreieck“ mit Springbrunnenanlage und Stele, Werkstraße/Beeskower Straße                    | | weitere Bilder |
| 09115949 Teilobjekt zu: 09115515 | () | Werkseingang | Schönfließer Wache / Pohlitzer Wache | ein Bild hochladen |
| 09115950 Teilobjekt zu: 09115515 | () | Werkseingang | Dreieck | ein Bild hochladen |
| 09115235                         | Alte Ladenstraße, Beeskower Straße (Südseite, zwischen Lindenallee und Karl-Marx-Straße), und weitere Straßen (Lage) | Wohnkomplex I–III einschließlich Zentraler Platz und Magistrale | Die Wohnkomplexe entstanden für die Mitarbeiter des am Rand der Stadt ab 1953 aufgebauten Eisenhüttenkombinats Ost, heute ArcelorMittal Eisenhüttenstadt. | weitere Bilder |
| 09115226                         | Erich-Weinert-Allee 2, 3, 4 (Lage)                                                                                   | Kindergarten II: Kindergarten-Kinderkrippe-Kombination (heute teilweise Dokumentationszentrum für Alltagskultur der DDR)                                                                                                 | heute teilweise Dokumentationszentrum Alltagskultur der DDR | weitere Bilder |
| 09115222                         | Fährstraße 30f, 34e (Lage)                                                                                           | Getreidespeicher mit Büro- und Gefolgschaftshaus | | weitere Bilder |
| 09115745 Teilobjekt zu: 09115222 | Fährstraße 30f (Lage)                                                                                                | Bürogebäude und Gefolgschaftshaus | | BW |
| 09116076                         | Friedrich-Engels-Straße 36 (Lage)                                                                                    | Haus der Thälmann-Pioniere und Volkskunstschule mit Vorfläche des Eingangsbereichs und drei Fahnenmasten | | weitere Bilder |
| 09115230                         | Friedrich-Engels-Straße 37 (Lage)                                                                                    | Schule | | weitere Bilder |
| 09115428                         | Friedrich-Engels-Straße 39 (Lage)                                                                                    | Städtisches Krankenhaus Eisenhüttenstadt mit Hauptgebäude, Isolierhaus, Wirtschaftsgebäuden, ehemaligem Schwesternwohnheim, Pförtnerhaus und Außenanlagen                                                                | | weitere Bilder |
| 09115561 Teilobjekt zu: 09115428 | Friedrich-Engels-Straße 39 ()                                                                                        | Isoliergebäude | | ein Bild hochladen |
| 09115563 Teilobjekt zu: 09115428 | Friedrich-Engels-Straße 39 ()                                                                                        | Pförtnerhaus | | ein Bild hochladen |
| 09115564 Teilobjekt zu: 09115428 | Friedrich-Engels-Straße 39 ()                                                                                        | Schwesternheim | | ein Bild hochladen |
| 09115565 Teilobjekt zu: 09115428 | Friedrich-Engels-Straße 39 ()                                                                                        | Wirtschaftsgebäude | | ein Bild hochladen |
| 09115566 Teilobjekt zu: 09115428 | Friedrich-Engels-Straße 39 ()                                                                                        | Krankenhauspark | | ein Bild hochladen |
| 09115747                         | Fritz-Heckert-Straße 62 (Lage)                                                                                       | Handwerkerhof | | weitere Bilder |
| 09115227                         | Heinrich-Heine-Allee 6 (Lage)                                                                                        | Kinderkrippe III: Kinderkrippe-Kindertagesstätte | | Kinderkrippe III: Kinderkrippe-Kindertagesstätte |
| 09115478                         | Hochofenstraße (Lage)                                                                                                | Hochofen Nr. 1 mit Möllerbunkern, Koksabsiebung, Schrägaufzug und Skipkübeln, Winderhitzeranlage und Gichtgasreinigung sowie Roheisen- und Schlackepfanne                                                                | Der Hochofen wurde 1951 erbaut. | Hochofen Nr. 1 mit Möllerbunkern, Koksabsiebung, Schrägaufzug und Skipkübeln, Winderhitzeranlage und Gichtgasreinigung sowie Roheisen- und Schlackepfanne                                                                |
| 09115141                         | Karl-Marx-Straße 45 (Lage)                                                                                           | Großgaststätte „Aktivist“ | | weitere Bilder |
| 09115232                         | Lindenallee 23 (Lage)                                                                                                | Friedrich-Wolf-Theater | | weitere Bilder |
| 09115231                         | Maxim-Gorki-Straße 15 (Lage)                                                                                         | Schule mit dazugehörigen Freiflächen und Grünanlagen | | Schule mit dazugehörigen Freiflächen und Grünanlagen |
| 09115788                         | Oderlandstraße 3b, 5 (Lage)                                                                                          | Stabsbaracke, zwei Unterkunftsbaracken, Badebaracke sowie Keller der Wirtschaftsbaracke mit Findling und Eiche des zum Kriegsgefangenenlager Stalag III B gehörigen Truppenlagers                                        | | Stabsbaracke, zwei Unterkunftsbaracken, Badebaracke sowie Keller der Wirtschaftsbaracke mit Findling und Eiche des zum Kriegsgefangenenlager Stalag III B gehörigen Truppenlagers                                        |
| 09115788                         | Oderlandstraße 3b, 5 ()                                                                                              | Lagerbaracke | Die Lagerbaracke steht östlich und parallel zur Stabsbaracke des Truppenlagers des Stalag III B. | ein Bild hochladen |
| 0911 Teilobjekt zu: 09115788     | Oderlandstraße 3b, 5 ()                                                                                              | Lagerbaracke | Die Lagerbaracke steht östlich und parallel der ersten Unterkunftsbaracke des Truppenlagers des Stalag III B. | ein Bild hochladen |
| 0911 Teilobjekt zu: 09115788     | Oderlandstraße 3b, 5 ()                                                                                              | Lagerbaracke | Die Lagerbaracke steht südlich der beiden Unterkunftsbaracken des Truppenlagers des Stalag III B. | ein Bild hochladen |
| 0911 Teilobjekt zu: 09115788     | Oderlandstraße 3b, 5 ()                                                                                              | Kelleranlage | Die Kelleranlage befindet sich westlich der Badebaracke des Truppenlagers des Stalag III B, unter der völlig umgebauten ehemaligen Wirtschaftsbaracke. | ein Bild hochladen |
| 09115208                         | Platz des Gedenkens (Lage)                                                                                           | Sowjetischer Ehrenfriedhof | | weitere Bilder |
| 09115553 Teilobjekt zu: 09115208 | Platz des Gedenkens (Lage)                                                                                           | Ehrenmal | | Ehrenmal |
| 09115229                         | Platz des Gedenkens 1 (Lage)                                                                                         | Schule | | Schule |
| 09116136                         | Platz der Jugend 1-4, Ludmilla-Hypius-Weg 4, 5 (Lage)                                                                | Wohnkomplexzentrum „Am Anger“ mit der Schule V (Juri-Gagarin-Oberschule), dem Platz der Jugend einschließlich Freiflächengestaltung und Laubengängen, der Ladenzeile und dem Schulspeisungsgebäude/Gaststätte „Am Anger“ | | Wohnkomplexzentrum „Am Anger“ mit der Schule V (Juri-Gagarin-Oberschule), dem Platz der Jugend einschließlich Freiflächengestaltung und Laubengängen, der Ladenzeile und dem Schulspeisungsgebäude/Gaststätte „Am Anger“ |
| 09116138 Teilobjekt zu: 09116136 | Platz der Jugend 4, Ludmilla-Hypius-Weg 4, 5 ()                                                                      | Schule | Die Schule befindet sich im Norden des Wohnkomplexes, auf der Nordseite des Platzes der Jugend. | ein Bild hochladen |
| 09116155 Teilobjekt zu: 09116136 | Platz der Jugend 4, Ludmilla-Hypius-Weg 4 ()                                                                         | Schulgebäude | Das Schulgebäude (Schule V & Polytechnische Oberschule Juri Gagarin & Juri-Gagarin-Oberschule) ist ein dreigeschossiges Gebäude mit Flachdach. Es befindet sich nördlich des Platzes der Jugend. Im Inneren, links des Haupteingangs, an der südwestlichen Gebäudeecke befindet sich das Wandbild „Entwicklung der menschlichen Gesellschaft“, vom Dresdner Künstler Friedrich Kracht. Ebenfalls im Inneren befindet sich – von zwei Zimmertüren in drei Abschnitte gegliedert – das Wandbild „Aufbau“ von Sepp Womser. Beide Bilder sind 1963 bis 1964 entstanden. | ein Bild hochladen |
| 09116153 Teilobjekt zu: 09116136 | Ludmilla-Hypius-Weg 5 ()                                                                                             | Schwimmbad | | ein Bild hochladen |
| 09116154 Teilobjekt zu: 09116136 | Ludmilla-Hypius-Weg 5 ()                                                                                             | Turnhalle | | ein Bild hochladen |
| 09116157 Teilobjekt zu: 09116136 | Platz der Jugend 4 ()                                                                                                | Pavillon | | ein Bild hochladen |
| 09116158 Teilobjekt zu: 09116136 | Platz der Jugend 4 ()                                                                                                | Schulhof | | ein Bild hochladen |
| 09116143 Teilobjekt zu: 09116136 | Platz der Jugend ()                                                                                                  | Platzanlage | | ein Bild hochladen |
| 09116145 Teilobjekt zu: 09116136 | Platz der Jugend 2, 3 ()                                                                                             | Versorgungszentrum | | ein Bild hochladen |
| 09116152 Teilobjekt zu: 09116136 | Platz der Jugend 1 ()                                                                                                | Gaststätte | | ein Bild hochladen |
| 09115225                         | Rosa-Luxemburg-Straße 1 (Lage)                                                                                       | Kindergarten I (heute Pestalozzi-Förderschule) | | weitere Bilder |
| 09115856 Teilobjekt zu: 09115225 | Rosa-Luxemburg-Straße 1 ()                                                                                           | Brunnen | Eulenspiegelbrunnen | ein Bild hochladen |
| 09116075                         | Saarlouiser Straße 60 a (Lage)                                                                                       | Kaufhalle („Selbstbedienungsladen“) | | Kaufhalle („Selbstbedienungsladen“) |
| 09115479                         | Straße der Republik 35a (Lage)                                                                                       | Hotel „Lunik“ | | weitere Bilder |
| 09115228 Wikidata                | Zentraler Platz 1 (Lage)                                                                                             | Haus der Parteien und Massenorganisationen (heute Stadtverwaltung/Rathaus) | | weitere Bilder |

### Fürstenberg (Oder)
| ID-Nr.                           | Lage                                | Bezeichnung | Beschreibung | Bild                                                                               |
| -------------------------------- | ----------------------------------- | --- | --- | ---------------------------------------------------------------------------------- |
| 09115680                         | (Lage)                              | Ruine des Kraftwerks Vogelsang, bestehend aus Nebenkesselhaus (Bunkerschwerbau, Eigenbedarfsanlage sowie zwei Schornsteine), Mittelschwerbau, Einlaufbauwerk, Einlaufbecken, Kohlenbrecherhaus, Kohlenübergabebunker mit Fördertunneln (teilweise zugeschüttet), Kohlenlagerplatz mit Kranbahnschienen und zwei Bahndämmen | | weitere Bilder                                                                     |
| 09115681 Teilobjekt zu: 09115680 | ()                                  | Kraftwerk | | ein Bild hochladen                                                                 |
| 09115684 Teilobjekt zu: 09115680 | ()                                  | Wasserhaltungsanlage | Die Anlage befindet sich südlich des Kraftwerkes. | ein Bild hochladen                                                                 |
| 09115685 Teilobjekt zu: 09115680 | ()                                  | Bekohlungsanlage | Die anlage befindet sich südlich des zentralen Kraftwerksgebäudes, westlich des Einlaufgebäudes und -beckens. | ein Bild hochladen                                                                 |
| 09115686 Teilobjekt zu: 09115680 | ()                                  | Kohlebunker | | ein Bild hochladen                                                                 |
| 09115687 Teilobjekt zu: 09115680 | ()                                  | Lagerfläche | | ein Bild hochladen                                                                 |
| 09115688 Teilobjekt zu: 09115680 | ()                                  | Bahndamm | Der Bahndamm liegt westlich und östlich des Kohlenlagerplatzes und Richtung Süden beziehungsweise Südwesten. Er prägt somit das Landschaftsbild. | ein Bild hochladen                                                                 |
| 09115219                         | Bahnhofstraße 32 (Lage)             | Postgebäude | In diesem Gebäude befand sich das Postamt von Fürstenberg (Oder), bestehend aus der Schalterhalle und Amtsräumen im Erdgeschoss. Die erste Etage beherbergte zwei Wohnungen für Angestellte. Nach der Eingemeindung in die Stadt Eisenhüttenstadt wurde es das Postamt 2. Bis Mitte der 2000er Jahre diente das Haus als Filiale der Deutschen Post AG. Danach erwarb ein privater Investor das Gebäude und ließ es zu Wohnzwecken umbauen. Hinter dem Gebäude sind der ehemalige Posthof mit Garagen und dem später errichteten Fernmeldegebäude erhalten.                                                                         | weitere Bilder                                                                     |
| 09115216                         | Bahnhofstraße 72 (Lage)             | Villa Hergesell | | Villa Hergesell                                                                    |
| 09115223                         | Berliner Straße 23 (Lage)           | Wasserturm | Der Turm ist eine Stahlskelettkonstruktion aus drei Segmenten und einem begehbaren Flachdach. Ein rund 350 Kubikmeter fassender Wasserbehälter aus Stahlbeton versorgte die umliegenden Gebäude mit Trinkwasser. Der Kessel ist über eine Betontreppe, das Flachdach über eine eiserne Wendeltreppe erreichbar. Der 1930 erbaute Wasserturm ist ein Beispiel für die sachliche Industriearchitektur der 1920er und 1930er Jahre. Der 34-Meter-Turm wurde bis 1990 für das benachbarte Betonwerk als Wasserspeicher genutzt, Sanierungspläne für den Turm und das 2155 Quadratmeter große Gelände zerschlugen sich bislang mehrfach. | Wasserturm                                                                         |
| 09115191                         | Eisenbahnstraße 2 (Lage)            | Bahnhofsdienstgebäude mit Wartesaal | | weitere Bilder                                                                     |
| 09115215                         | Fellertstraße 35 (Lage)             | Wohnhaus und straßenseitige Einfriedungsmauer | | Wohnhaus und straßenseitige Einfriedungsmauer                                      |
| 09115145                         | Gubener Straße 9 (Lage)             | Wohn- und Geschäftshaus | | Wohn- und Geschäftshaus                                                            |
| 09115220                         | Heinrich-Pritzsche-Straße (Lage)    | Feuerwache | | Feuerwache                                                                         |
| 09115221                         | Heinrich-Pritzsche-Straße 24 (Lage) | Gaswerk mit Büro- und Wohnhaus sowie öffentlichem Wannenbad | | Gaswerk mit Büro- und Wohnhaus sowie öffentlichem Wannenbad                        |
| 09115548 Teilobjekt zu: 09115221 | Heinrich-Pritzsche-Straße 24 (Lage) | Wohnhaus & Bürogebäude & Warmbadeanstalt | | BW                                                                                 |
| 09115480                         | Kastanienstraße 15b (Lage)          | Gruftbau für den kurfürstlichen Steuerinspektor Neumann und die Apothekerfamilie Feigell, auf dem Friedhof | | weitere Bilder                                                                     |
| 09115212                         | Kastanienstraße 15b (Lage)          | Grabstätte Thielenberg, auf dem Friedhof | Der Apotheker G. A. Thielenberg und der Kaufmann Th. F. Berndt waren Gründungsmitglieder der Bergwerksgesellschaft zum Abbau der Braunkohle bei Fürstenberg. Franz Thielenberg (1851–1924), Bergwerksbesitzer, Generaldirektor, Stadtverordneter und langjähriger Beigeordneter wurde beim Ausscheiden aus seinen kommunalen Ämtern am 31. Oktober 1900 zum Ehrenbürger von Fürstenberg ernannt | weitere Bilder                                                                     |
| 09115213                         | Kirchhofweg (Lage)                  | Jüdischer Friedhof | Der Jüdische Friedhof wurde 1890 eingeweiht und bis 1939 genutzt. In der Zeit des Nationalsozialismus und danach mehrfach geschändet und teilweise abgeräumt, sind von den ursprünglich 20–25 Steinen nur noch 15 erhalten. Nachdem im Januar 1993 erneut elf Grabsteine umgeworfen und einer mit einem Hakenkreuz beschmiert wurde, ist der Friedhof heute verschlossen. | weitere Bilder                                                                     |
| 09115210                         | Kirchplatz 1 (Lage)                 | Pfarrkirche St. Nikolai | Die Kirche ist ein spätgotischer Hallenbau aus dem 15. Jahrhundert. Es ist ein dreischiffiger Hallenbau von fünf Jochen und einem Satteldach. Der Chor ist sechsseitig. Der Westturm hat einen quadratischen Grundriss. | weitere Bilder                                                                     |
| 09115681 Teilobjekt zu: 09115210 | Kirchplatz 1 ()                     | Orgel | | ein Bild hochladen                                                                 |
| 09115425                         | Königstraße 38 (Lage)               | Wohn- und Geschäftshaus mit Hoftor | | Wohn- und Geschäftshaus mit Hoftor                                                 |
| 09115481                         | Königstraße 45 (Lage)               | Wohn- und Geschäftshaus | | Wohn- und Geschäftshaus                                                            |
| 09115140                         | Königstraße 50 (Lage)               | Wohn- und Geschäftshaus mit Seitenflügeln | | Wohn- und Geschäftshaus mit Seitenflügeln                                          |
| 09115400                         | Königstraße 53 (Lage)               | Wohnhaus mit Gaststätte | | Wohnhaus mit Gaststätte                                                            |
| 09115401                         | Königstraße 64 (Lage)               | Fassade des Wohn- und Geschäftshauses | | Fassade des Wohn- und Geschäftshauses                                              |
| 09115218                         | Markt 1 (Lage)                      | Rathaus und Feuerwache (heute Büro- und Geschäftshaus) | Das Rathaus 1900 erbaut. Es ist ein zweigeschossiger Bau mit einem Ziergiebel. Auf der Rückseite befindet sich die ehemalige Feuerwache. | weitere Bilder                                                                     |
| 09115217                         | Oderstraße 5, Löwenstraße 4 (Lage)  | Wohnhaus mit Hofbebauung (heute Galerie und Städtisches Museum) | Wohnhaus mit Hofbebauung (heute Galerie und Städtisches Museum) | weitere Bilder                                                                     |
| 09115233                         | Roßplatz (Lage)                     | Sowjetisches Ehrenmal | | Sowjetisches Ehrenmal                                                              |
| 09115613                         | Schützenstraße 23 (Lage)            | Hofanlage mit Wohnhaus, Seitenflügel und Stallscheune | | Hofanlage mit Wohnhaus, Seitenflügel und Stallscheune                              |
| 0915614 Teilobjekt zu: 09115613  | Schützenstraße 23 ()                | Stall | Der Stall befindet sich auf dem Hof, er begrenzt ihn an der Nordseite. | ein Bild hochladen                                                                 |
| 09115214                         | Unterschleuse 1 (Lage)              | Zwillingsschachtschleuse, an der Gubener Straße | | Zwillingsschachtschleuse, an der Gubener Straße                                    |
| 09115679                         | Unterschleuse 2 (Lage)              | Transformatorenhaus und Schmiede | | Transformatorenhaus und Schmiede                                                   |
| 09115482                         | Wallstraße 1 (Lage)                 | Pfarrhaus mit Hofgebäude, kirchplatzseitiger Einfriedungsmauer und zwei Hausbäumen | | Pfarrhaus mit Hofgebäude, kirchplatzseitiger Einfriedungsmauer und zwei Hausbäumen |

### Schönfließ
| ID-Nr.   | Lage                      | Bezeichnung                    | Beschreibung | Bild           |
| -------- | ------------------------- | ------------------------------ | --- | -------------- |
| 09115209 | Friedensstraße 6a (Lage)  | Glocke der Heilig-Kreuz-Kirche | Neben einem modernen, 1994 eingeweihten Kirchengebäude steht ein hölzerner Glockenturm mit drei Glocken. Eine von ihnen trägt die Inschrift Stalinstadt und weist damit auf ihre Herkunft hin: sie wurde 1954 für einen Kirchenneubau gegossen.                                                    | weitere Bilder |
| 09115224 | Müllroser Straße 6 (Lage) | Schule                         | Die Bildungseinrichtung heißt seit 1990 Schönfließer Grundschule. Sie besitzt 17 allgemeine Unterrichtsräume und 7 Fachunterrichtsräume für verschiedene Zwecke. Aufgrund des denkmalgeschützten Gebäudes konnte kein Fahrstuhl eingebaut werden und eine Barrierefreiheit ist auch nicht gegeben. | weitere Bilder |